# 和谐汇聚
和谐汇聚又称谐波汇聚（英：Harmonic Convergence）是新时代占星学中的术语，代表发生于1987年8月16日至17日的行星对齐。 
和谐汇聚的时间点据称与玛雅历有关，也有的称涉及到欧洲和亚洲的占星传统。所选择的日期差距据称也表示着太阳、月亮行星的运行轨道与八大行星中的六颗形 
成部分大三角关系（Part of the grand trine）。 
Tony Shearer在他的著作《Lord of the Dawn》(1971)中对其有过预测。和谐汇聚运动的其中一位主要组织者是José Argüelles。依据Argüelles对玛雅宇宙论的解释，所选择的日期代表了每52年为一个周期的22个周期的结束，或者说总计为1144年的 结束。这22个周期又被划分为13个“天堂周期”（heaven），开始于公元843年并结束于1519年，其后9个“地狱周期”（hell）开始,持续468年后结束于1987年。

## 星阵对齐
根据Neil Michelsen的"美国星历表"显示，这个太阳系在1987年8月24日会出现特殊的行星对齐现象。八大行星排成直线形成被称为大三角的特殊形状。 太阳月亮和九颗行星中的六颗组成部分的大三角，既是说，当从地球观察时，我们处于这等边三角形的顶点。 
太阳、月亮、火星和金星精确对齐，占星上称其为合相于第一度的处女座。水星位于处女座的第四度，大多数占星学家将这合相上的误差值视为容许度中。木星处于白羊座，土星与天王星处于射手座，这样就形成了大三角。然而有些人则认为这是地球大三角与太阳/月亮/火星/金星/水星均处于最初度数上的处女座，海王星处于5度的摩羯座，紧接着木星处于白羊座的最后度数上（anaretic degree），三角尖位于金牛座。天王星以及土星，特别是土星极为接近三角形的边缘。

## 占星解释
据称该汇聚将导致“地球上的能量从战争被导向和平的巨大转变。” 
这一神秘预言的信仰者们主张的观点是和谐汇聚会为地球带来一个五年期的“清洗”过程，这行星上的许多“造成分裂的错误组织”将会崩溃。随后在1980年代末到1990年代初所发生的事件包括了苏联解体，西德和东德的统一，以及南非种族隔离制度的结束等都被支持者们视为“清洗”的证据。然而，在1987年的8月并没有明确事件发生(前苏联的经济政治体制改革开始于6月，南非种族隔离制度直到1990年为止也未被废除)。 
根据Argüelles的说法，该事件象征着“地狱周期”的结束和万方安和的新时代的开启。支持者们相信这迹象标志着一个“重大的能量转换”将要发生，这是地球上的万物（Dharma）及集体业力的一个转折点，这能量强大到足以改变世界上每一个人的观点并将其从斗争转向合作。身为演员及作家的Shirley MacLaine称其为“光之窗口”（Window of light）,它允许人们去知晓和触及更高的领域。
根据Argüelles和其他人的说法，在即将到来的玛雅人长历法（Mayan Long Count）里的2012年，和谐汇聚同样开始了最后26年的倒数计时，这被称之为历史的终结和一个新的5125年周期的开启。邪恶的现代社会，比如战争，拜物主义，暴力，伤害，不公，压迫等，都将跟随第五地球纪年结束和第六太阳纪年诞生的2012年12月22日而终结。 